# إيفرتون ألميدا سانتوس
إيفرتون ألميدا سانتوس (بالبرتغالية: Weverton Almeida Santos‏) (28 مارس 1988 في البرازيل – )؛ هو لاعب كرة قدم كان يلعب كلاعب وسط.

## وصلات خارجية
- إيفرتون ألميدا سانتوس على موقع رابطة كرة القدم اليابانية للمحترفين (اليابانية)
- إيفرتون ألميدا سانتوس على موقع قاعدة بيانات كرة القدم.إي يو (الإنجليزية)
- إيفرتون ألميدا سانتوس على موقع Soccerway.com (الإنجليزية)
- إيفرتون ألميدا سانتوس على موقع عالم كرة القدم.نت (الإنجليزية)